# Équipe de Malaisie de beach soccer
L'équipe de Malaisie de beach soccer est une sélection des meilleurs joueurs malaisiens sous l'égide de la Fédération de Malaisie de football.

## Palmarès
- Coupe du monde
  - 1er tour en 1999